# Anatini
Canards de surface
Sous-famille
Les Anatini sont une tribu de canards, les oiseaux ansériformes de la sous-famille des anatinés. Ce sont ceux que l'on qualifie de canards de surface ou canards barboteurs. Parmi celle-ci on trouve les espèces les plus familières de l'hémisphère nord. Dans d'anciennes classification, cette tribu est élevée au rang de la sous-famille Anatinae.
Ces canards sont nommés de surface car ils trouvent principalement leur nourriture à la surface des étendues d'eau. Ils plongent rarement et seulement à mi-corps, la queue à la verticale et les pattes hors de l'eau pour atteindre le fond et fouiller dans la vase avec leur bec.
On trouve plus communément ces oiseaux dans des eaux stagnantes et limoneuses, prés humides, mares, étangs, marécages où poussent les roseaux, joncs et laîches. Ils se nourrissent de graines, de feuilles, de tiges de plantes aquatiques, mais aussi de vers, de petits crustacés et de mollusques. Leurs pattes étant placées près du centre, ils peuvent se déplacer sur terre et peuvent aller manger des semences de terres cultivées.
Ce sont des oiseaux qui volent très bien, contrairement aux canards plongeurs, et les espèces vivant dans le nord sont toutes migratrices.

## Liste des espèces actuelles
- genre Amazonetta:
  - Canard amazonette — Amazonetta brasiliensis
- genre Anas:
  - Canard noirâtre — Anas sparsa
  - Canard siffleur — Mareca penelope
  - Canard d'Amérique — Anas americana
  - Canard de Chiloé — Anas sibilatrix
  - Canard à faucilles — Anas falcata
  - Canard chipeau — Anas strepera
  - Canard colvert — Anas platyrhynchos
  - Canard noir — Anas rubripes
  - Canard de Meller — Anas melleri
  - Canard à bec jaune — Anas undulata
  - Canard à bec tacheté — Anas pœcilorhyncha
  - Canard à sourcils — Anas superciliosa
  - Canard des Philippines — Anas luzonica
  - Canard à lunettes — Anas specularis
  - Canard huppé — Anas specularioides
  - Canard pilet — Anas acuta
  - Canard à queue pointue — Anas georgica
  - Canard des Bahamas — Anas bahamensis
  - Canard à bec rouge — Anas erythrorhyncha
  - Canard spatule — Anas platalea
  - Canard de Smith — Anas smithii
  - Canard bridé — Anas rhynchotis
  - Canard souchet — Anas clypeata
  - Sarcelle élégante — Anas formosa
  - Sarcelle d'hiver — Anas crecca
  - Sarcelle à bec jaune — Anas flavirostris
  - Sarcelle du Cap — Anas capensis
  - Sarcelle de Bernier — Anas bernieri
  - Sarcelle grise — Anas gibberifrons
  - Sarcelle rousse — Anas castanea
  - Sarcelle brune — Anas aucklandica
  - Sarcelle bariolée — Anas versicolor
  - Sarcelle hottentote — Anas hottentota
  - Sarcelle puna — Anas puna
  - Sarcelle d'été — Anas querquedula
  - Sarcelle soucrourou — Anas discors
  - Sarcelle cannelle — Anas cyanoptera
- genre Lophonetta
  - — Lophonetta specularioides
- genre Speculanas:
  - Speculanas specularis – Canard à lunettes
- genre Tachyeres:
  - Brassemer de Patagonie — Tachyeres patachonicus (King, 1831)
  - Brassemer cendré — Tachyeres pteneres (Forster, 1844)
  - Brassemer des Malouines — Tachyeres brachypterus (Latham, 1790)
  - Brassemer à tête blanche — Tachyeres leucocephalus Humphrey & Thompson, 1981